# SN 1999fd
SN 1999fd – supernowa typu Ia odkryta 4 października 1999 roku w galaktyce A030317+0003. W momencie odkrycia miała maksymalną jasność 25,30m.